# Blepsias bilobus
Blepsias bilobus is een straalvinnige vissensoort uit de familie van donderpadden (Hemitripteridae). De wetenschappelijke naam van de soort is voor het eerst geldig gepubliceerd in 1829 door Cuvier.